# Kuik József Ignác
Kuik József Ignác (Kőszeg, 1741. december 28. – Zwischenbrücken, 1833. május 25.) magyar teológiai baccalaureus és bölcseleti magister, Jézus-társasági áldozópap.

## Élete
19 éves korában Kőszegen lépett a rendbe és amikor az 1773-ban eltöröltetett, világi pap lett. A bécsi bíboros érsek Franciaországba küldte, hogy az ottani egyházi papnevelők berendezését és állapotát tanulmányozza, visszatérte után pedig Lengyelországba és Oroszországba, ahol a jezsuita-rendet megtűrték. Az ottani éghajlat azonban egészségére nem volt jó befolyással; tehát visszatért Ausztriába. Bécsben a költészet tanára volt; azután plébános lett Achauban (Alsó-Ausztria), később császári beneficiatus Zwischenbrückenben.

## Munkái
- De lapsu Napoleonis Bonaparte seu Epicedion Jacobinismi. Posonii. 1816. és 1817 (Ezernél több versből álló epos. Magyar ford. Döme Károlytól. Uo. 1826. Az eredeti szöveggel.)
- Abhandlung über die älteste sich vorfindende Urkunde von der Beichte. Wien, 1818
- Sion et Pindus. Carmina diversi generis sacra mixta profanis. Viennae, 1823. és 1827, két kötet
- Horus relegatus seu Apologia pro veritate Christianismi quem. Author quidem anonymus sub Hori nomine astronomicis, astrologicis et mythologicis antiquorum fabellis subrure conatus est. Ugyanott, 1828, két kötet.
- Historia rerum in ecclesia gestarum a tempore imperatoris Constantini M. ad Basilicum Macedon. Orientis imperatorem. Uo. négy kötet.